# Pange
Pange [pɑ̃ʒ] (deutsch Spangen) ist eine französische Gemeinde mit 870 Einwohnern (Stand 1. Januar 2022) im Département Moselle in der Region Grand Est (bis 2015 Lothringen). Sie gehört zum Arrondissement Metz.

## Geographie
Pange liegt in Lothringen, etwa 13 Kilometer östlich von Metz am linken Ufer der Französischen Nied (Nied française) auf einer Höhe zwischen 212 und 289 m über dem Meeresspiegel. Zu Pange gehören die Ortsteile Mont Séjour und Pont à Domangeville (teilweise). Das Gemeindegebiet umfasst 8,57 km².

## Geschichte
Die Ortschaft gehörte früher zum Herzogtum Lothringen. Das örtliche Schloss war Wohnsitz eines Zweigs der Familie de Pange.
Das 1949 von der Heraldischen Kommission des Départements Moselle (La commission héraldique de la Moselle ) entworfene Gemeindewappen zeigt auf zwei Vierteln das lothringische Wappen. Die Fleur-de-lys mit Palmenblättern sind die Attribute der [[Abbaye St-Vincent (Metz)<Abtei St. Vincent]] in Metz, die beiden Schlüssel mit lothringischen Kreuzen symbolisieren die ehemalige Benediktinerinnenabtei St-Pierre-aux-Nonnains in Metz. Beide Abteien hatten Grundbesitz in Pange.
Durch den Frankfurter Frieden vom 10. Mai 1871 kam die Region an das deutsche Reichsland Elsaß-Lothringen, und das Dorf wurde dem Landkreis Metz im Bezirk Lothringen zugeordnet. Im Ort gab es eine Getreidemühle und eine Ölmühle
Nach dem Ersten Weltkrieg musste die Region aufgrund der Bestimmungen des Versailler Vertrags 1919 an Frankreich abgetreten werden und wurde Teil des Département Moselle. Im Zweiten Weltkrieg war die Region von der deutschen Wehrmacht besetzt.
Im Schloss Pange mit schönem Schlossgarten hatte sich im April 1813 die französische Kaiserin Marie-Louise einen Tag lang aufgehalten, als sie ihrem Gemahl, Kaiser Napoleon I., entgegenreiste.
Von 1915 bis 1919 trug der Ort den eingedeutschten Namen Spangen, von 1940 bis 1944 Spangen an der Nied.

### Bevölkerungsentwicklung
| Jahr      | 1962 | 1968 | 1975 | 1982 | 1990 | 1999 | 2007 | 2019 |
| Einwohner | 364  | 484  | 505  | 732  | 857  | 781  | 875  | 874  |

## Sehenswürdigkeiten
- Schloss Pange, erbaut 1720–1756
- Kirche Saint-Martin, 1843 in gotischem Stil erbaut
- Kapelle Saint-Laurent im Ortsteil Domangeville

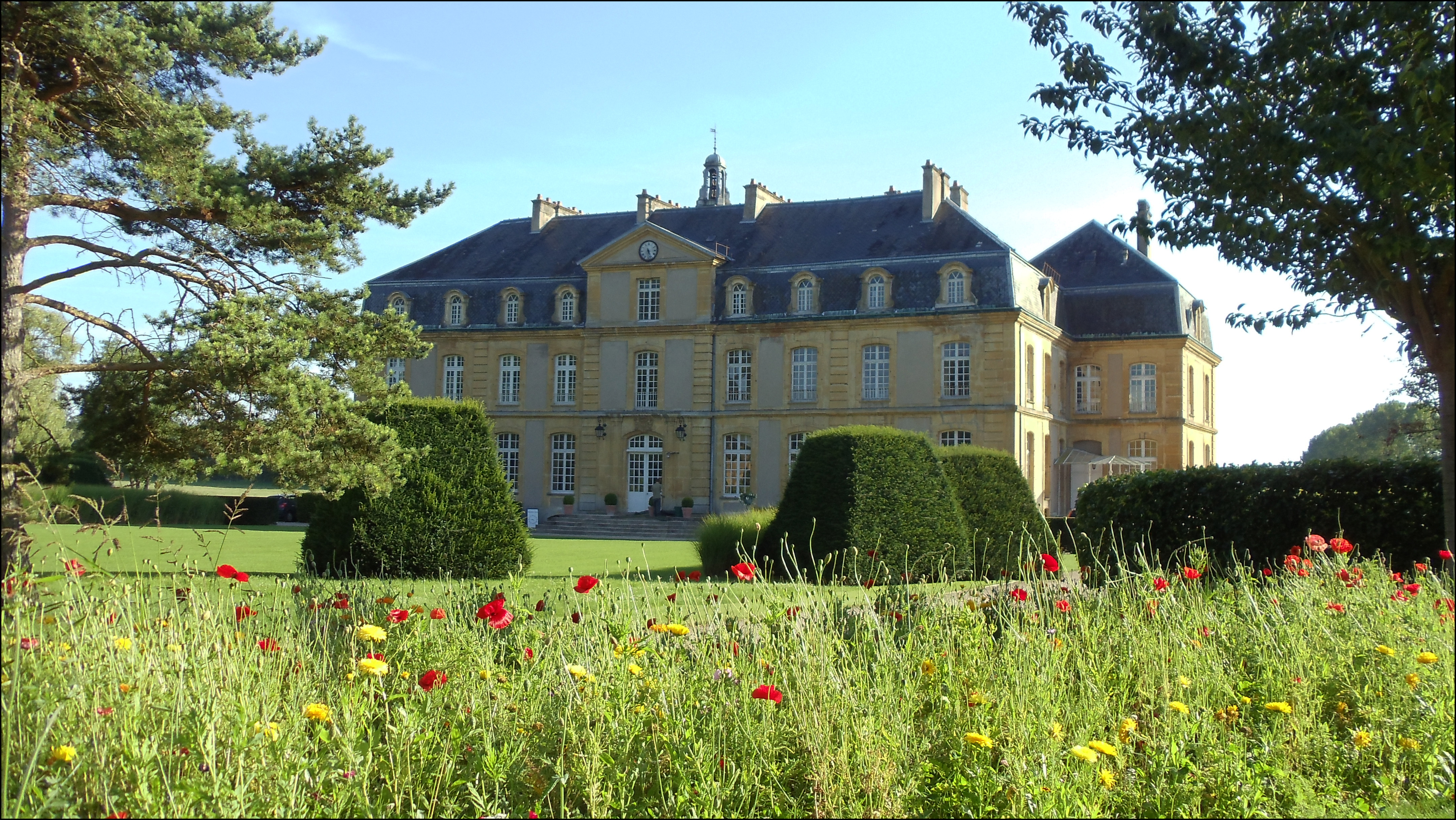
Schloss Pange
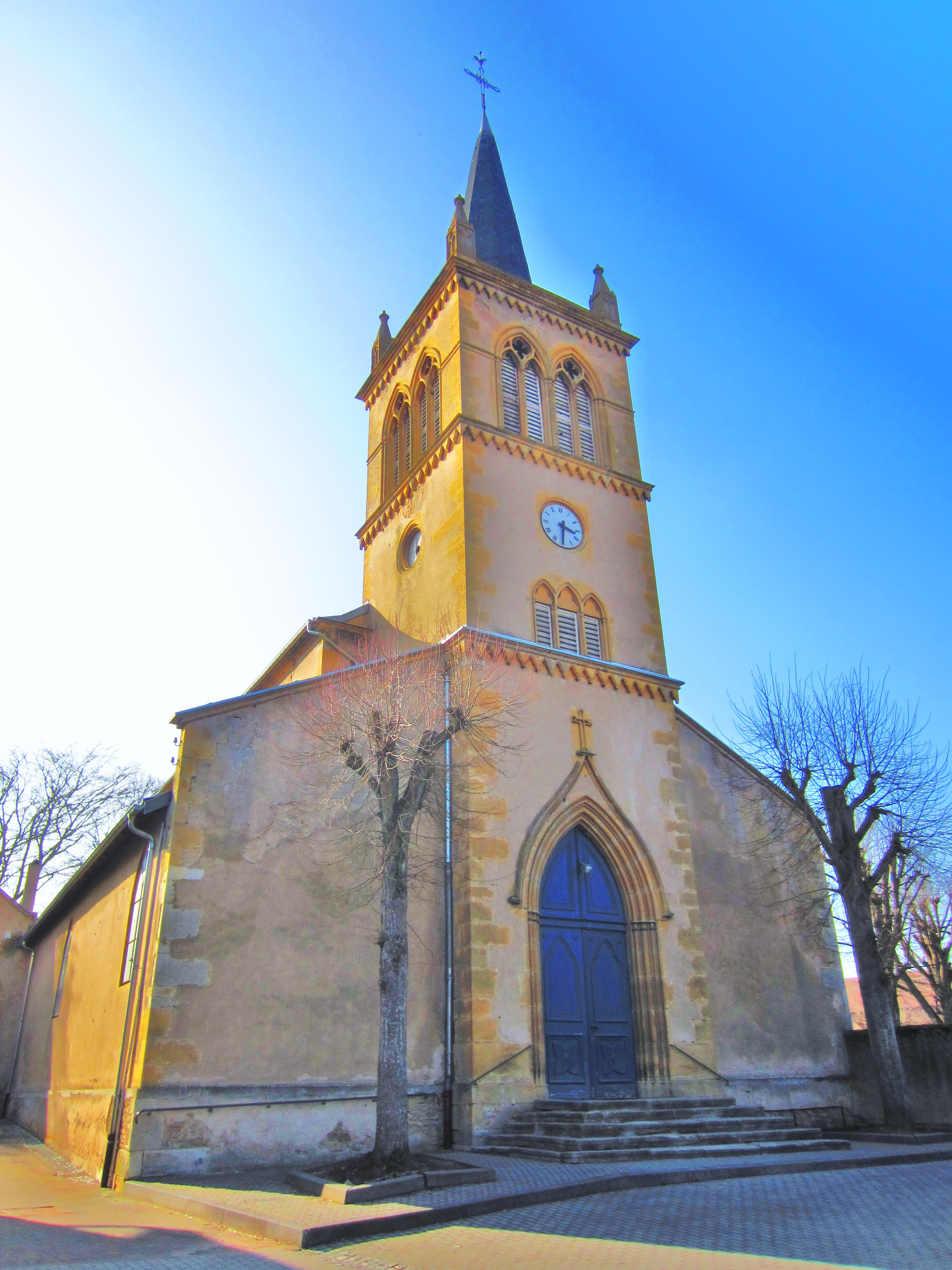
Kirche Saint-Martin
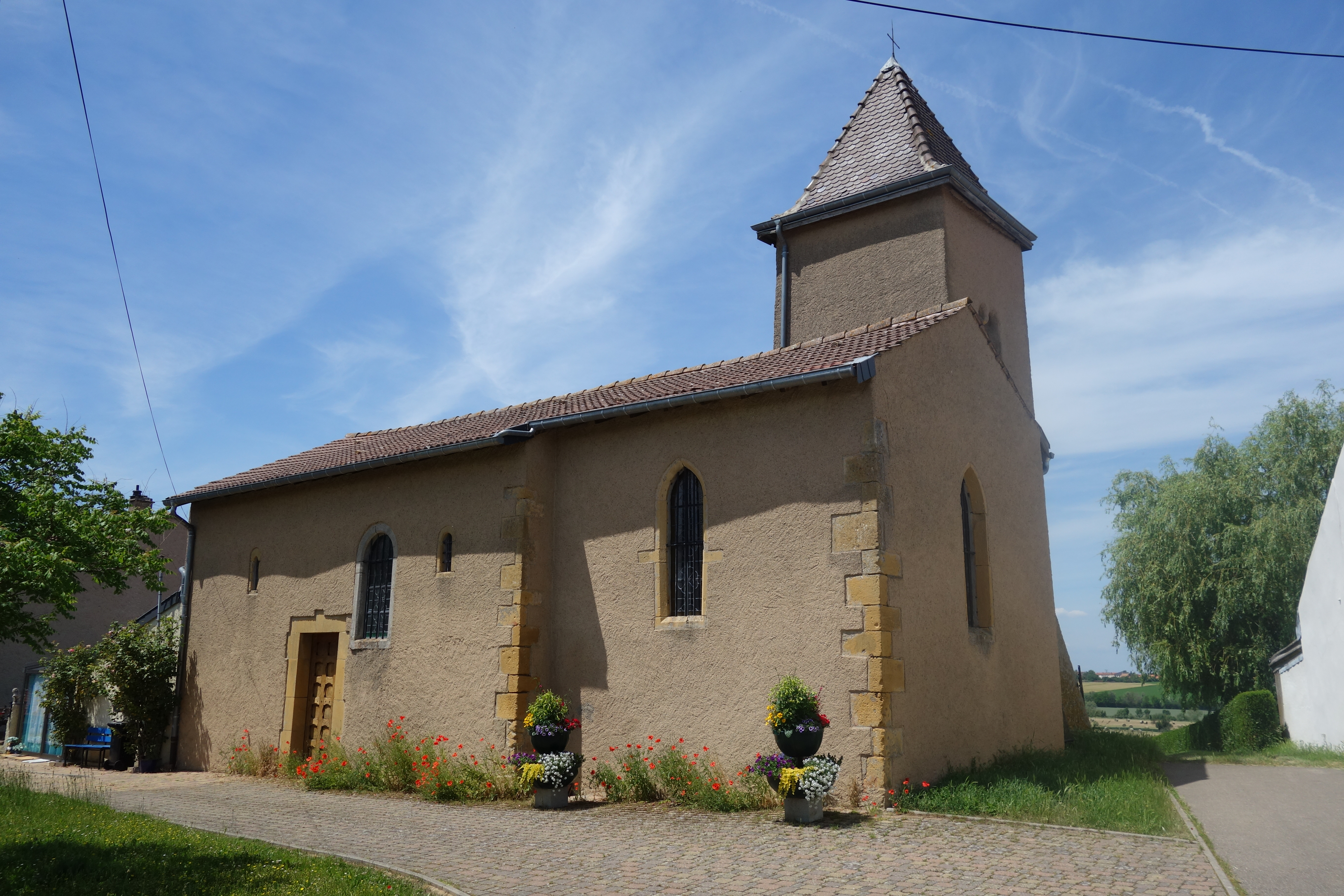
Kapelle Saint-Laurent

## Verkehr
Pange hatte einen Bahnhof an der Bahnstrecke Courcelles–Téterchen, die am 15. Juni 1873 von der Lothringischen Eisenbahngesellschaft eröffnet und 1881 von den Reichseisenbahnen in Elsaß-Lothringen erworben wurde. Der Personenverkehr auf dieser Strecke wurde 1948 eingestellt, bis 1985 verkehrten noch Güterzüge.
Durch den Ort verläuft die Departementsstraße D 4, die Metz mit Raville verbindet. Die nächsten Autobahnen sind die A 4 mit der Anschlussstelle 38 (Boulay) und die A 315 (Anschlussstelle Metz-Centre).

## Belege
1. ↑  Bertelsmann Hausatlas. 1. Auflage. C. Bertelsmann Verlag, Gütersloh 1960, S. 131.
2. 1 2 3   Eugen H. Th. Huhn: Deutsch-Lothringen. Landes-, Volks- und Ortskunde, Stuttgart 1875, S. 289  (books.google.de).
3. ↑  Melville de Ruvigny: The Titled Nobility of Europe, Harrison & Sons, London 1914, S. 1120–1121 (books.google.de).
4. ↑  Wappenbeschreibung auf genealogie-lorraine.fr (französisch)